# Leuciris
Leuciris is een geslacht van vlinders van de familie spanners (Geometridae), uit de onderfamilie Ennominae.

## Soorten
- L. beneciliata Prout, 1910
- L. distorta Warren, 1894
- L. fimbriaria Stoll, 1781
- L. institata Guenée, 1858
- L. mysteriotis Prout, 1911